# خواب با صدای بلند (فیلم)
خواب با صدای بلند (انگلیسی: Dreaming Out Loud) یک فیلم به کارگردانی هارولد یانگ است که در سال ۱۹۴۰ منتشر شد. از بازیگران آن می‌توان به کلارا بلندیک، فرانسیس لنگفورد، فرانک کراون، و اروینگ بیکن اشاره کرد.